# Mariana Dávalos
Mariana Dávalos (Kentucky, Estados Unidos, 8 de septiembre de 1988) es una modelo estadounidense nacionalizada en Colombia, hermana gemela de la también modelo Camila Dávalos.

## Carrera
Mariana nació en Kentucky, Estados Unidos, pero se mudó con su madre colombiana y padre ecuatoriano a la ciudad de Medellín cuando aún era una niña , allí siguió viviendo por muchos años. Junto a su hermana gemela Camila Dávalos, la colombiana inició en el modelaje desde su adolescencia, llegando a participar en campañas publicitarias de la marca de lencería Bésame. Desde 2011 las gemelas Dávalos se convirtieron en imagen de cuadernos y agendas escolares de la marca Scribe y han aparecido en la portada de famosas revistas en su país como SoHo y Mi Gente TV, y para la revista Maxim en su versión para México. En el 2022 tuvieron inicia una campaña de modelaje con la ropa de la marca Santísimas, quien reunió a varias modelos icónicas de los 2000.

## Vida personal
Es hija de Gonzalo Dávalos y Ruthy Urrea y madre de tres hijos, Máximo y Salvador siendo los mayores y contando en el 2024 con 11, 8 y 3 años, respectivamente. Actualmente ha iniciado su propio emprendimiento, ya que hace poco creó su propia marca de vestidos de baño y ropa de playa llamada Uhmana, la cual busca que las mujeres se sientan libres de los estereotipos. 